# 彼得·布里迪斯
彼得·亚诺维奇·布里迪斯（俄語：Пётр Янович Бриедис，1905年3月28日—1982年12月20日），拉脱维亚人，苏联党和国家领导人。曾任拉脱维亚人民议会主席，拉脱维亚苏维埃社会主义共和国最高苏维埃主席。

## 生平
- 1905年3月28日出生于利沃尼亚省沃尔玛区斯库尔特村。小学毕业后参加工作。
- 1924年-1931年，里加港口工人。工作期间参加左翼工会组织。1927年加入拉脱维亚共产党。1928年当选拉共中央委员。
- 1931年-1937年，被捕入狱。
- 1939年-1940年，拉共中央书记处书记。
- 1940年7月-8月，拉脱维亚人民议会主席。他大力支持拉脱维亚并入苏联。
- 1940年8月-1947年3月，拉脱维亚苏维埃社会主义共和国最高苏维埃主席。苏德战争期间组织拉脱维亚的游击武装，抵抗纳粹入侵。1943年受重伤致残。
- 1953年-1962年，拉脱维亚苏维埃社会主义共和国渔业集体农庄协会主席。
- 1962年起因病退休。
- 1982年12月20日于里加逝世，享年77岁。

布里迪斯是第2、5届拉脱维亚苏维埃社会主义共和国最高苏维埃代表。

## 荣誉
- 红旗勋章
- 劳动红旗勋章
- 红星勋章